# سیکلوتترادکان
سیکلوتترادکان (به انگلیسی: Cyclotetradecane) با فرمول شیمیایی C14H28 یک ترکیب شیمیایی با شناسه پاب‌کم
۶۷۵۲۴ است؛ که جرم مولی آن ۱۹۶٫۳۷۸ گرم بر مول می‌باشد.